# Зулмонд
Зулмонд (нід. Zoelmond) — село в нідерландській провінції Гелдерланд. Входить до муніципалітету Бюрен. Перша згадка про село датується 1214 роком.

## Галерея

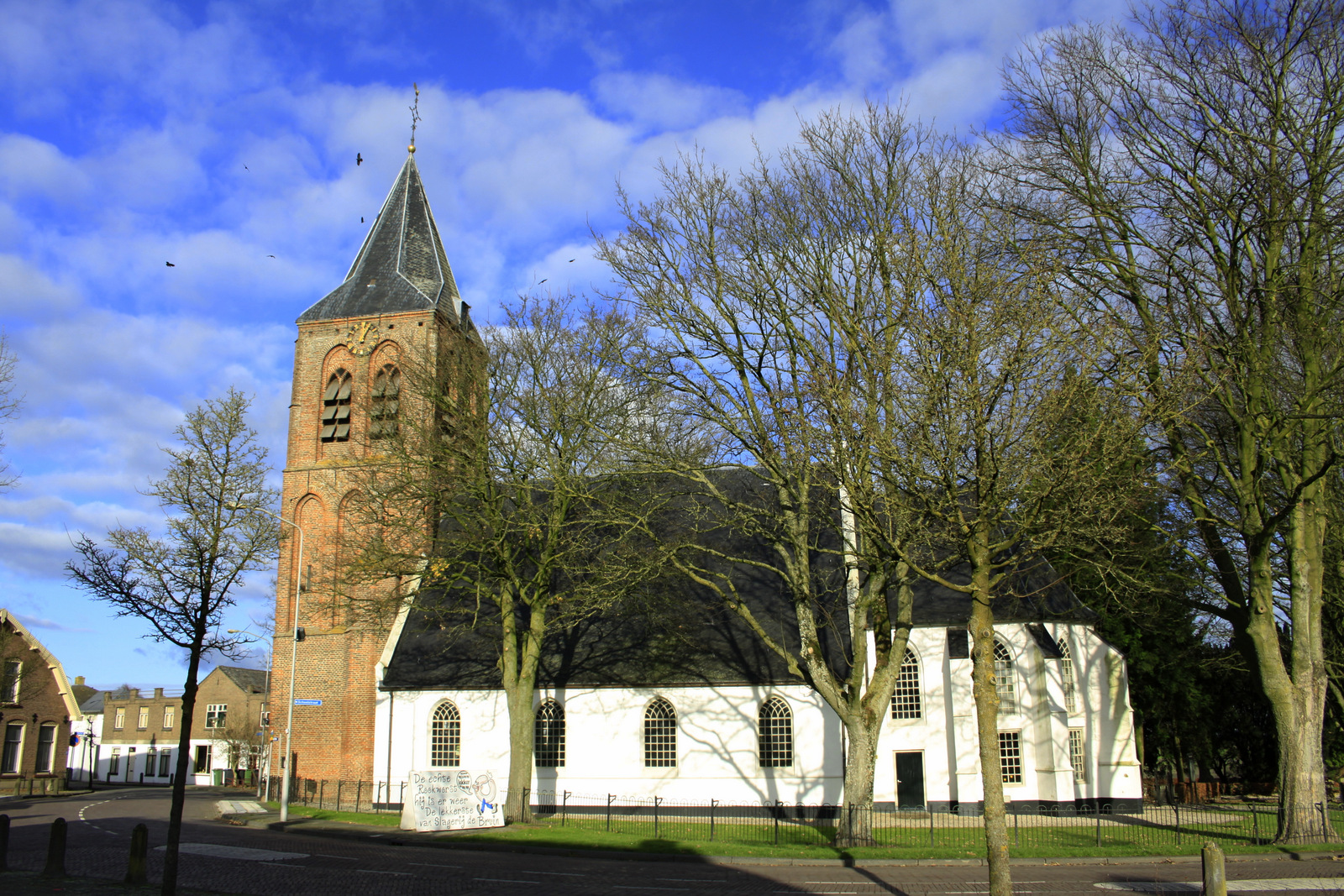
Церква
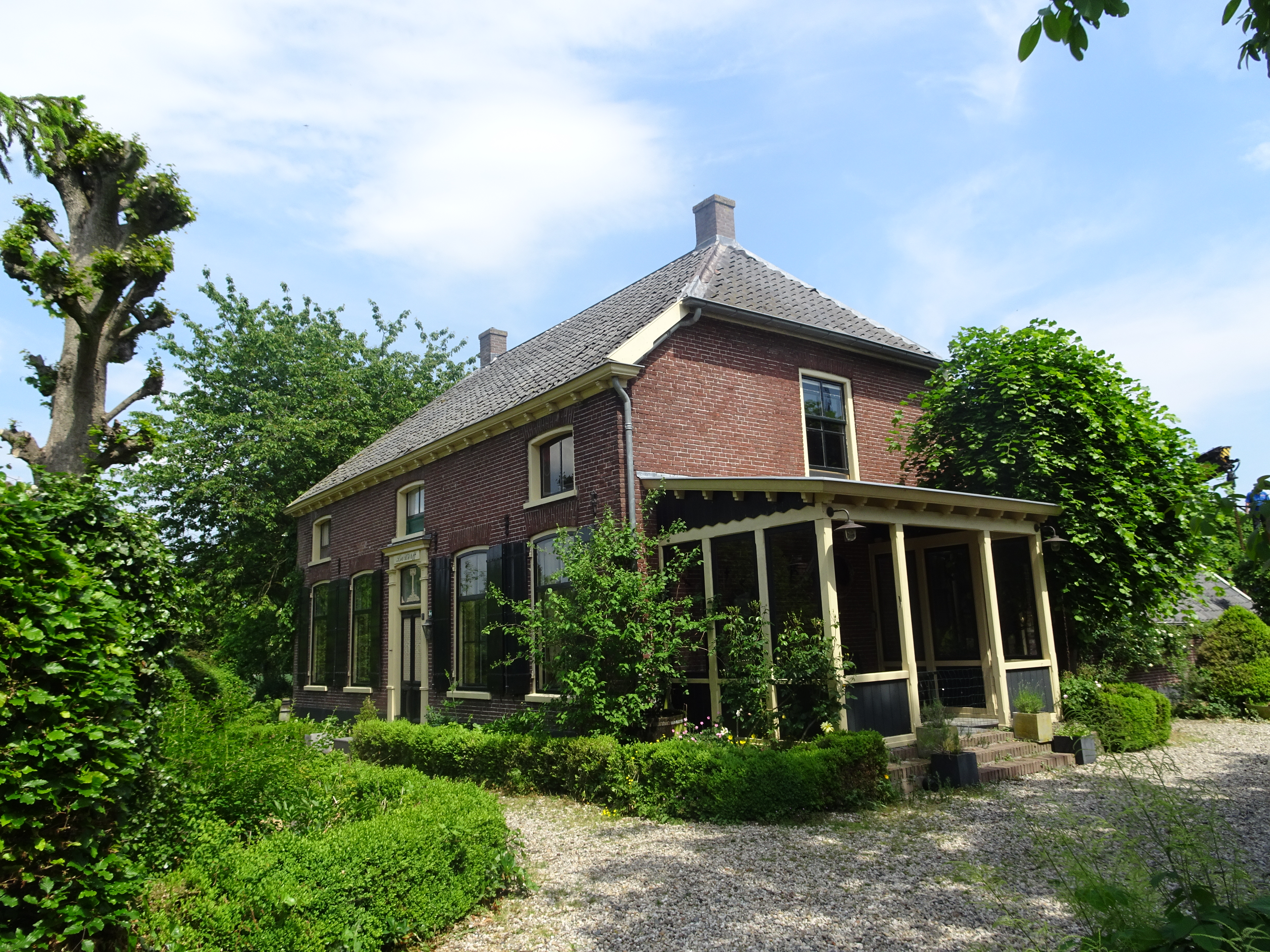
Ферма
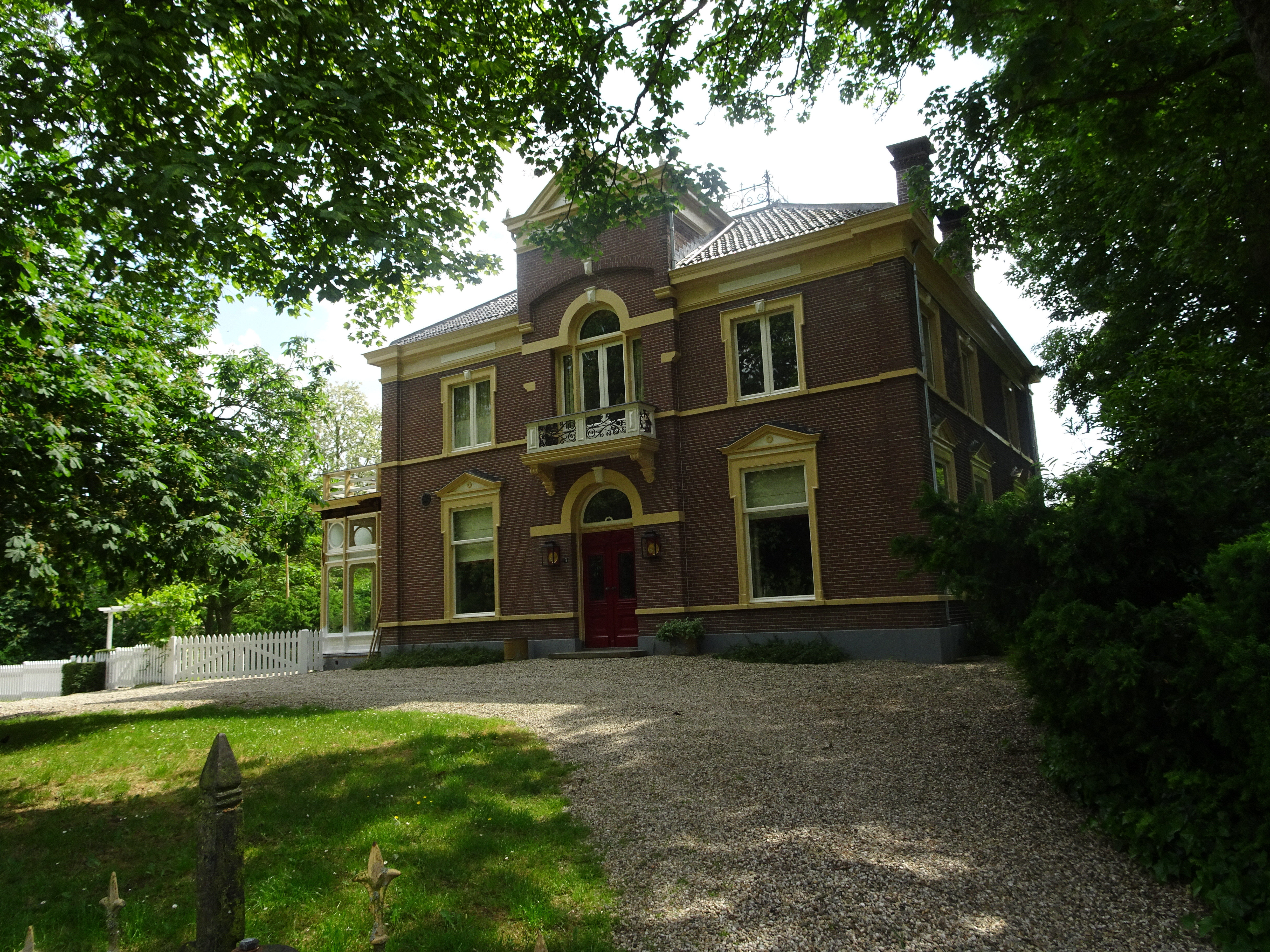
Вілла Het Klooster
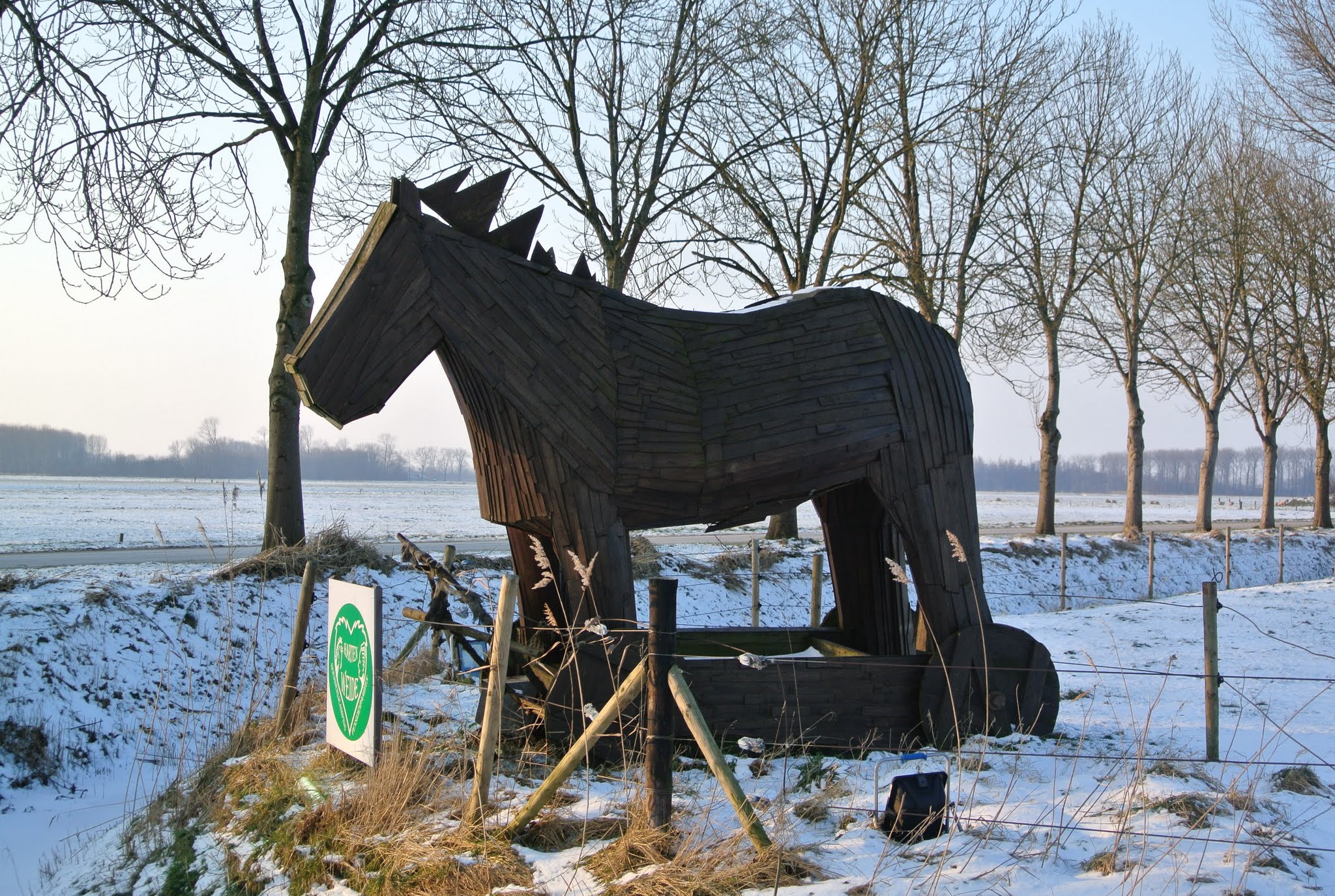
Дерев'яна скульптура коня на пасовищі